# Ralph Emeric Kashope Taylor-Smith
Ralph Emeric Kashope Taylor-Smith (* 24. September 1924; † 1986) war ein sierra-leonischer Diplomat.
Taylor-Smith studierte Analytische Chemie am Kalamazoo College, Princeton University und Fourah Bay College, wo er assoziierter Professor wurde. Von 26. November 1971 bis Oktober 1974 war er der erste sierra-leonischer Botschafter in Peking (Volksrepublik China) und war auch für Nordkorea akkreditiert. Danach war Taylor-Smith bis 1978 Hochkommissar in London.